# Bupalus fuscantaria
Bupalus fuscantaria là một loài bướm đêm trong họ Geometridae.